# Episodi di One Tree Hill (settima stagione)
La settima stagione di One Tree Hill è stata trasmessa negli USA dal 14 settembre 2009 al 17 maggio 2010 sul canale The CW. In Italia è andata in onda in prima visione dal 13 giugno al 13 luglio 2011 su Rai 2, dal lunedì al venerdì alle 17:00.
| nº | Titolo originale                                          | Titolo italiano               | Prima TV USA      | Prima TV Italia |
| -- | --------------------------------------------------------- | ----------------------------- | ----------------- | --------------- |
| 1  | 4:30 AM (Apperently They Were Travelling Abroad)          | 7 anni, James!                | 14 settembre 2009 | 13 giugno 2011  |
| 2  | What Are You Willing To Lose                              | Fulmine a ciel sereno         | 21 settembre 2009 | 14 giugno 2011  |
| 3  | Hold My Hand As I'm Lowered                               | L'offerta                     | 28 settembre 2009 | 15 giugno 2011  |
| 4  | Believe Me, I'm Lying                                     | Colpo basso                   | 5 ottobre 2009    | 16 giugno 2011  |
| 5  | Your Cheatin' Heart                                       | Conclusioni affrettate        | 12 ottobre 2009   | 17 giugno 2011  |
| 6  | Deep Ocean Vast Sea                                       | Conflitti amorosi             | 19 ottobre 2009   | 20 giugno 2011  |
| 7  | I and Love and You                                        | Realtà e apparenza            | 26 ottobre 2009   | 21 giugno 2011  |
| 8  | (I Just) Died In Your Arms                                | Di fronte alle paure          | 2 novembre 2009   | 23 giugno 2011  |
| 9  | Now You Lift Your Eyes To The Sun                         | Un'altra possibilità          | 9 novembre 2009   | 24 giugno 2011  |
| 10 | You Are a Runner and I Am My Father's Son                 | Lezioni di vita               | 16 novembre 2009  | 27 giugno 2011  |
| 11 | You Know I Love You, Don't You                            | La redenzione                 | 30 novembre 2009  | 28 giugno 2011  |
| 12 | Some Roads Lead Nowhere                                   | L'intensità della vita        | 7 dicembre 2009   | 29 giugno 2011  |
| 13 | Weeks Go By Like Days                                     | Visita a sorpresa             | 18 gennaio 2010   | 30 giugno 2011  |
| 14 | Family Affair                                             | Cena di famiglia              | 25 gennaio 2010   | 1º luglio 2011  |
| 15 | Don't You Forget About Me                                 | Festa anni Ottanta            | 1º febbraio 2010  | 4 luglio 2011   |
| 16 | My Attendance Is Bad But My Intentions Are Good           | Nonna Lydia                   | 8 febbraio 2010   | 5 luglio 2011   |
| 17 | At The Bottom Of Everything                               | Situazioni a sorpresa         | 15 febbraio 2010  | 6 luglio 2011   |
| 18 | The Last Day Of Our Acquaintance                          | Parole che cambiano la vita   | 22 febbraio 2010  | 7 luglio 2011   |
| 19 | Every Picture Tells a Story                               | Ogni foto racconta una storia | 26 aprile 2010    | 8 luglio 2011   |
| 20 | Learning To Fail                                          | Un video galeotto             | 3 maggio 2010     | 11 luglio 2011  |
| 21 | What's In The Ground Belongs To You                       | Caccia al tesoro              | 10 maggio 2010    | 12 luglio 2011  |
| 22 | Almost Everything I Wish I'd Said The Last Time I Saw You | Serata d'onore                | 17 maggio 2010    | 13 luglio 2011  |

## 7 anni, James!
- Titolo originale: 4:30 AM (Apperently They Were Travelling Abroad)
- Diretto da: Clark Mathis
- Scritto da: Mark Schwahn

### Trama
Sono trascorsi 14 mesi dalla nascita della piccola Sawyer Brooke Scott. Lucas e Peyton sono partiti. Haley lavora a tempo pieno per la Red Bedroom, Nathan gioca da professionista per i Bobcats e ha come agente Clay Evans. Brooke vive la sua splendida storia d'amore con Julian, mentre Mouth lavora per il notiziario sportivo locale e continua il suo idilio con Millicent. Brooke, dopo un periodo passato a Los Angeles con Julian ritorna a Tree Hill, mentre Julian parte per girare un nuovo film in Nuova Zelanda. Mouth, Millie e Skills convivono, con alcuni problemi. È il giorno del compleanno del piccolo Jamie e a casa Scott fremono i preparativi per la festa, dove si presenta a sorpresa Quinn James, sorella maggiore di Haley e fotografa professionista. Alla festa partecipano tutti tra una moltitudine di regali per Jamie tra cui il pallone da basket che gli regala lo zio Lucas; finita la festa si vede Haley parlare con la sorella Quinn, la quale le spiega il vero motivo del suo ritorno a Tree Hill: la separazione dal marito David. Successivamente Haley riceve un'altra brutta notizia dallo studio di registrazione... infatti i capi di Los Angeles hanno minacciato di far chiudere l'etichetta. Tutto ciò si riesce poi ad evitare grazie all'intervento di Mia. Alla fine dell'episodio Clay chiama Nathan: una ragazza afferma che durante una festa, 3 mesi prima, ha passato una notte d'amore con il giocatore dei Bobcats e di essere rimasta incinta. Nathan è sconcertato.

## Fulmine a ciel sereno
- Titolo originale: What Are You Willing To Lose
- Diretto da: Les Butler
- Scritto da: Mark Schwahn

### Trama
Julian ha deciso di non continuare il suo lavoro di sceneggiatore e torna a Tree Hill da Brooke dove prendono la decisione di vivere assieme. Si presenterà il padre di questo, intimandolo a non lasciare il proprio lavoro per "amore". Sarà Brooke questa volta a farsi avanti e a parlare con il padre del suo fidanzato: facendo un discorso simile a quello che fece lo stesso Julian alla madre di lei al termine della stagione precedente, convincerà l'uomo a far scegliere al proprio figlio ciò che è giusto per lui. Intanto Haley è ancora alle prese con i capi che vogliono farle chiudere l'etichetta ma poi, con l'aiuto di Mia, che minaccia di non lavorare più per loro se chiuderanno la Red Bedroom Records, riesce a salvare il frutto di tanto lavoro fatto assieme a Peyton. Riguardo a Nathan, la donna che dice di aver avuto un flirt con lui fornisce delle ecografie che attestano che lei è incinta di tre mesi. Alla fine della puntata, Nathan va da Haley e le spiegherà tutto. Millicent, invece, è alle prese con una modella di nome Alex Dupre, un po' irrequieta, che dovrebbe fare da testimonial per la "Clothes Over Bros" per una somma di 500 000 dollari. Infine, Dan continua a condurre il suo programma sulla redenzione.

## L'offerta
- Titolo originale: Hold My Hand As I'm Lowered
- Diretto da: Liz Friedlander
- Scritto da: Mark Schwahn

### Trama
La puntata si apre con la notizia che Renee, la donna che dice di essere stata messa incinta da Nathan, ha parlato con la stampa, e quindi il fatto ormai è di dominio pubblico. Anche Jamie leggerà il giornale e scoprirà del presunto adulterio del padre. Inoltre avrà molti problemi con i suoi coetanei che continueranno a prenderlo in giro per questa storia. Sempre per questo spettegolezzo, Mouth litigherà con il proprio capo, il quale lo accusa di non aver indagato abbastanza sulla questione, solo perché è amico del malcapitato. Nel frattempo Brooke sta organizzando una sfilata di moda dove esordirà la testimonial Alex Dupree, e, per fare ciò richiederà anche l'aiuto della madre Victoria. Poco prima della sfilata vediamo una delle modelle che dovrebbe sfilare per Brooke, Makenna, la quale tratta male Millie. Alex non accetta questa comportamento, e, per fargliela pagare le offre un drink con delle pastiglie di sonnifero facendola cadere in un sonno profondo prima della sfilata stessa. Brooke andrà nel panico, ma Alex consiglierà di far fare il suo pezzo a Millie. La quale anche se sa di non essere una "taglia zero", alla fine sfilera con una maglia riportante la scritta "la taglia zero non è una taglia" provocando grande ammirazione da parte degli spettatori. Infine la puntata si concluderà con Haley che tira uno schiaffo a Renee, la quale si era presentata nel parcheggio dove era diretta Haley e l'aveva provocata. Tutto ciò avviene sotto lo sguardo dei giornalisti in quali riprendono il tutto per sbatterlo in prima pagina.

## Colpo basso
- Titolo originale: Believe Me, I'm Lying
- Diretto da: Greg Prange
- Scritto da: John A. Norris

### Trama
Lo scandalo di Nathan diventa pubblico. La sfilata di moda di Brooke porta una responsabilità inaspettata per Millicent, e Haley convince Quinn a parlare con il suo ex marito David. Nel frattempo, Mouth prende una decisione che potrebbe minacciare la sua carriera. Alla sfilata di moda di Brooke, Clay litiga a pugni con il marito di Quinn.

## Conclusioni affrettate
- Titolo originale: Your Cheatin' Heart
- Diretto da: Peter B. Kowalski
- Scritto da: Mark Schwahn

### Trama
Haley viene messa sotto i riflettori a causa del crescente scandalo di Nathan. Contro il suo buon senso, Brooke permette a Julian di continuare a lavorare con Alex. Millicent ottiene un nuovo lavoro, il che potrebbe causare problemi a Mouth. Nel frattempo, Clay e Quinn si avvicinano.

## Conflitti amorosi
- Titolo originale: Deep Ocean Vast Sea
- Diretto da: Janice Cooke
- Scritto da: Mike Daniels

### Trama
Mentre Haley inizia a chiedersi se le accuse di Renee abbiano valore, lo scandalo di Nathan minaccia i suoi accordi di sponsorizzazione e così Haley considera di prendere in mano la situazione. Julian dà ad Alex un'altra possibilità; Brooke è gelosa e riallaccia i rapporti con Chase. Millicent si domanda se ha quello che serve per essere una modella. Nel frattempo, Clay svela a Quinn un grande segreto.

## Realtà e apparenza
- Titolo originale: I and Love and You
- Diretto da: James Lafferty
- Scritto da: Mark Schwahn

### Trama
Nathan e Haley stanno affrontando il fatto che Dan ha invitato Renee al suo spettacolo, dove indubbiamente manderà in onda i panni sporchi del giovane Scott. Quinn si chiede dove il suo matrimonio con David sia andato storto, mentre Brooke deve ammettere a Julian quali sono i suoi sogni e piani futuri. Clay deve affrontare il suo passato quando Sara arriva in città.

## Di fronte alle paure
- Titolo originale: (I Just) Died In Your Arms
- Diretto da: Michael J. Leone
- Scritto da: Terrence Coli

### Trama
Dopo che si è chiuso, grazie all'aiuto di Dan e il suo programma, lo scandalo sul conto di Nathan sembra essere ritornata la tranquillità nella cittadina di tree hill e negli animi dei protagonisti. Ormai Julian è da tempo che soggiorna nella cittadina e sia Haley che Brooke ritengono che sia ora che i rispettivi fidanzati si conoscona più a fondo. Per permettere ciò organizzano un campeggio al quale parteciperanno Nathan, Julian, Mouth, Skill, James (Figlio di Nathan) e Chuck. In questa occasione verranno a galla molte novita come le paure del piccolo James, le avventure di Nathan da giovane, la contiguità tra Dan e il padre di Julian.
Rifiutera di partecipare al campeggio Klay che continua a pensare a Sara, sua moglie da due anni dipartita, che lui vede nelle sue visioni.
Infine rimangono a casa Haley, Brooke e Quinn le quali mangiano le Brownies al cioccolato ripieni di erba. Iniziera una serie di scene divertenti con le protagoniste alquanto alterate dalla droga che inviteranno anche una medium di nome Zelda che invitera la sorella di Haley ad andare dall'uomo che ama(ndr Klay) il quale ha dentro di sé una ferita ancora aperta: la morte della moglie.

## Un'altra possibilità
- Titolo originale: Now You Lift Your Eyes To The Sun
- Diretto da: Sophia Bush
- Scritto da: Karin Gist

### Trama
Millicent ormai ha preso una strada sbagliata: quella della droga ed è ormai troppo coinvolta con il mondo della moda. La sceneggiatura che stavano facendo Julian e Alex Dupree volge al termine, e quest'ultima si sente spaesata, nel momento in cui comprende che, finita la collaborazione, rimarrà sola. Intanto torna a Tree Hill, Dan, assieme alla moglie Rachel, il quale ritiene che ormai debba passare la sua vita, nella città dove ha sempre vissuto. Klay e Quinn, dopo essersi incontrati nella puntata precedente, per la prima volta si è aperto sul suo passato, passano un pomeriggio assieme, dove lei lo fa entrare nella sua vita, mostrandogli il volontariato, e la sua più grande passione: la fotografia. Brooke pensa di essere incinta, ma, dopo essere andata a fare le analisi scoprirà che sono negative. Quella sera è stato organizzato il concerto di Haley che si esibisce dopo essere stata tanto tempo in stand-by. Durante esso avviene un po' di tutto: Alex minaccia di ricominciare a tirare cocaina se Julian non andrà da lei e staranno un po' assieme. La decisione di quest'ultimo di andarla ad aiutare e lasciare Brooke da sola provocherà una litigata. Inoltre Millicent prende un vestito dalla "Clothes Over Bros" che doveva uscire in primavera e quindi litigherà prima con Brooke e poi con Mouth il quale ha scoperto che lei prende delle pillole per migliorare il suo corpo. La puntata si conclude con il bacio tra Quinn e Klay e la scoperta da parte di Julian che Alex non aveva della cocaina e che quindi avrebbe ingannato quest'ultimo.

## Lezioni di vita
- Titolo originale: You Are a Runner and I Am My Father's Son
- Diretto da: Paul Johannson
- Scritto da: Mark Schwahn

### Trama
Nathan raggiunge il punto di rottura con Clay, provocando una spaccatura tra Haley e Quinn. Brooke è chiara con Julian riguardo alle sue preoccupazioni in riferimento al suo crescente legame con Alex. Nel frattempo, Skills intraprende una nuova carriera a Los Angeles e il problema della droga di Millicent peggiora.

## La redenzione
- Titolo originale: You Know I Love You, Don't You
- Diretto da: Greg Prange
- Scritto da: William H. Brown

### Trama
Le carriere di Nathan e Haley portano a una decisione difficile per la famiglia, e Julian svela un segreto ad Alex che porta a uno scontro con Brooke. Nel frattempo, Clay cerca di resuscitare la sua carriera di agente e Jamie scopre la verità sul nuovo lavoro di Skills. Millie, fresca di prigione, trova Victoria come sua improbabile sostenitrice. Dopo una conversazione scioccante con Julian, Alex lascia la sua lettera d'addio nella sua segreteria telefonica.

## L'intensità della vita
- Titolo originale: Some Roads Lead Nowhere
- Diretto da: Mark Schwahn
- Scritto da: Mark Schwahn

### Trama
Quinn aiuta Clay a elaborare un piano per convincere Nathan a riassumerlo, ma potrebbe essere troppo tardi perché Nathan e Haley si preparano a lasciare Tree Hill nel loro trasferimento a Barcellona. Brooke fatica ad accettare la reazione di Julian quando Alex va incontro a un'altra crisi. Nel frattempo, la spirale discendente di Millie minaccia la sua relazione con Mouth e Dan fa un annuncio che sconvolge Rachel e il suo pubblico in studio.